# Communauté de communes du Clermontais
Die Communauté de communes du Clermontais ist ein französischer Gemeindeverband mit der Rechtsform einer Communauté de communes im Département Hérault in der Region Okzitanien. Sie wurde am 21. Dezember 2000 gegründet und umfasst 21 Gemeinden. Der Verwaltungssitz befindet sich im Ort Clermont-l’Hérault.

## Mitgliedsgemeinden
| Gemeinde                              | Einwohner 1. Januar 2022 | Fläche km² | Dichte Einw./km² | Code INSEE | Postleitzahl |
| ------------------------------------- | ------------------------ | ---------- | ---------------- | ---------- | ------------ |
| Aspiran                               | 1.682                    | 16,13      | 104              | 34013      | 34800        |
| Brignac                               | 971                      | 4,65       | 209              | 34041      | 34800        |
| Cabrières                             | 556                      | 29,02      | 19               | 34045      | 34800        |
| Canet                                 | 3.600                    | 7,33       | 491              | 34051      | 34800        |
| Ceyras                                | 1.389                    | 6,96       | 200              | 34076      | 34800        |
| Clermont-l’Hérault                    | 9.372                    | 32,49      | 288              | 34079      | 34800        |
| Fontès                                | 1.059                    | 17,70      | 60               | 34103      | 34320        |
| Lacoste                               | 312                      | 7,46       | 42               | 34124      | 34800        |
| Liausson                              | 153                      | 7,95       | 19               | 34137      | 34800        |
| Lieuran-Cabrières                     | 338                      | 6,13       | 55               | 34138      | 34800        |
| Mérifons                              | 57                       | 6,74       | 8                | 34156      | 34800        |
| Mourèze                               | 190                      | 13,44      | 14               | 34175      | 34800        |
| Nébian                                | 1.573                    | 9,79       | 161              | 34180      | 34800        |
| Octon                                 | 520                      | 21,81      | 24               | 34186      | 34800        |
| Paulhan                               | 4.022                    | 11,26      | 357              | 34194      | 34230        |
| Péret                                 | 1.131                    | 10,97      | 103              | 34197      | 34800        |
| Saint-Félix-de-Lodez                  | 1.142                    | 4,38       | 261              | 34254      | 34725        |
| Salasc                                | 342                      | 9,00       | 38               | 34292      | 34800        |
| Usclas-d’Hérault                      | 438                      | 2,82       | 155              | 34315      | 34230        |
| Valmascle                             | 51                       | 6,99       | 7                | 34323      | 34800        |
| Villeneuvette                         | 66                       | 3,14       | 21               | 34338      | 34800        |
| Communauté de communes du Clermontais | 28.964                   | 236,16     | 123              | –          | –            |